# Štefan Pšenko
Štefan Pšenko (19. února 1928, Binghampton – 1988) byl slovenský fotbalista, obránce. Po skončení aktivní kariéry působil jako trenér.

## Fotbalová kariéra
V československé lize hrál za Spartak Trnava. Nastoupil ve 194 ligových utkáních a dal 1 gól. Za reprezentační B-tým nastoupil v roce 1957 v 2 utkání. Vítěz Československého poháru 1952.

## Ligová bilance
| Ročník                                     | Zápasy | Góly | Klub             |
| ------------------------------------------ | ------ | ---- | ---------------- |
| Státní liga 1948                           | -      | 0    | TŠS Trnava       |
| Celostátní československé mistrovství 1949 | -      | 0    | Spartak Trnava   |
| Mistrovství československé republiky 1952  | -      | 1    | Kovosmalt Trnava |
| Přebor československé republiky 1955       | -      | 0    | Spartak Trnava   |
| 1. československá fotbalová liga 1956      | -      | 0    | Spartak Trnava   |
| 1. československá fotbalová liga 1957/58   | -      | 0    | Spartak Trnava   |
| 1. československá fotbalová liga 1958/59   | -      | 0    | Spartak Trnava   |
| 1. československá fotbalová liga 1959/60   | -      | 0    | Spartak Trnava   |
| 1. československá fotbalová liga 1960/61   | -      | 0    | Spartak Trnava   |
| CELKEM                                     | 194    | 1    |                  |